# Deparia sichuanensis
Deparia sichuanensis är en majbräkenväxtart som först beskrevs av Z.R.Wang, och fick sitt nu gällande namn av Z.R.Wang. Deparia sichuanensis ingår i släktet Deparia och familjen Athyriaceae. Inga underarter finns listade.